# Tomlishorn
Das Tomlishorn (2128,5 m ü. M.) ist der höchste Gipfel des Pilatusmassivs der Emmentaler Alpen bei Luzern in der Schweiz. Er ist von der Bergstation der Pilatusbahnen (Pilatus Kulm) leicht zu erreichen und stellt einen guten Aussichtspunkt dar.

## Erreichbarkeit
Vom Hotel Bellevue bei der Bergstation Pilatus Kulm führt ein grösstenteils asphaltierter und mit Geländern ausgestatteter Weg südlich, knapp unterhalb des Hauptgrates entlang und windet sich schliesslich in wenigen Kehren auf den Kulminationspunkt.
Eine Variante stellt der schattige, eher alpine Aufstieg von dem nördlich gelegenen Eigental oder vom Klimsenhorn her über den alten Tomliweg dar. Der Weg führt am Chastelendossen vorbei zur Nordwand des Tomlishorns. Dort wird auf relativ schmalen Bändern westlich in die Wand gequert. Mit Hilfe von Drahtseilen gelangt man schliesslich über eine Rampe zum Ausstieg und so auf den Grat zwischen dem Tomlishorn und dem Gemsmättli (zu Matte im Sinne von Wiese; auch Gemsmettli geschrieben). Über die Gratroute gelangt man zum Gipfel. Der alte Tomliweg wurde 1862 vom bekannten Hotelier vom Klimsensattel, dem Bauherrn Kaspar Blättler, angelegt und mit Treppen und Geländern versehen. Im Laufe der Jahre war der Weg zerfallen, bis er von der Vereinigung Pro Pilatus als alpiner Weg wieder instand gestellt wurde.

## Etymologie

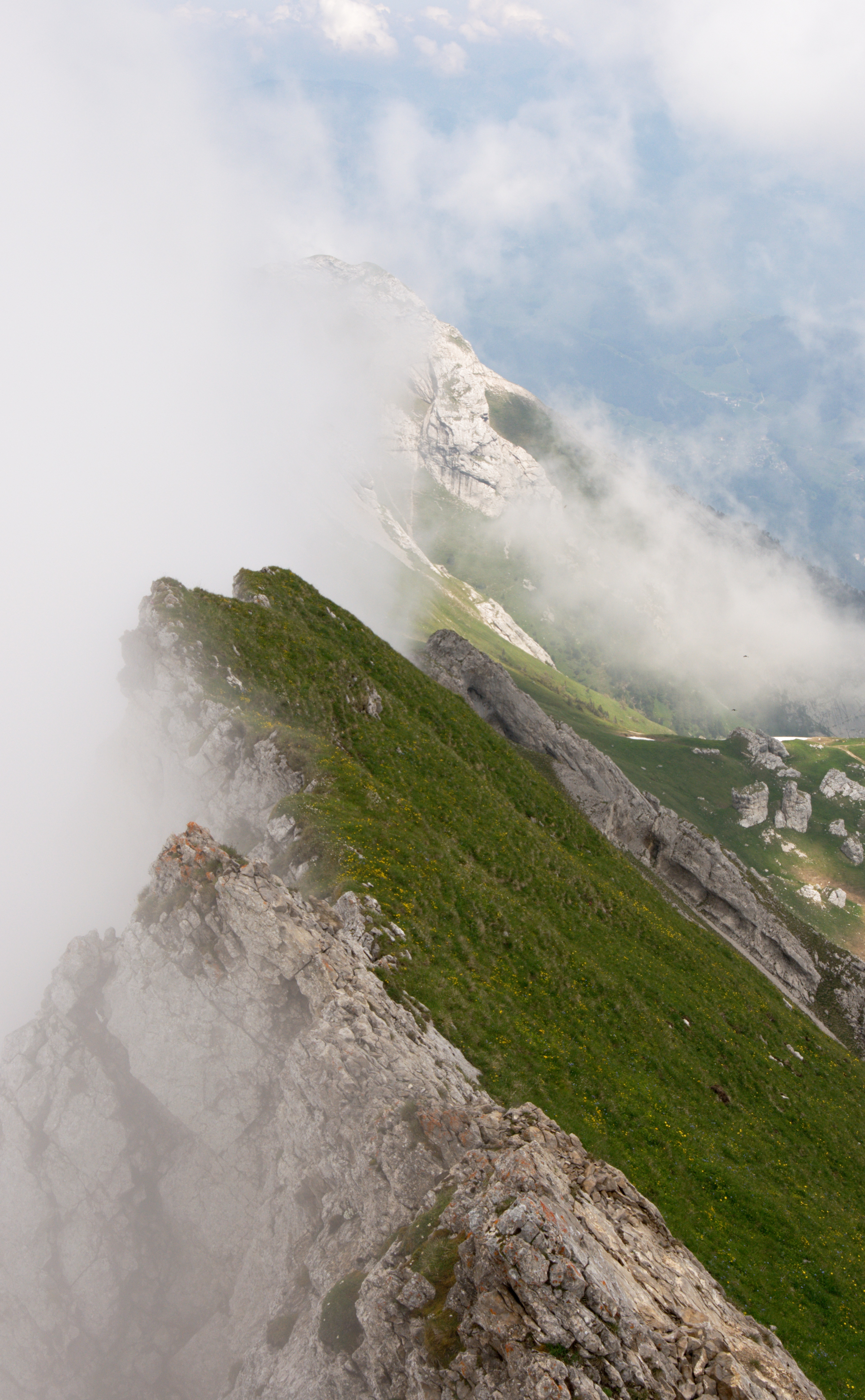
Blick vom Tomlishorn Richtung Osten. Von Norden aufziehender Nebel.

«Tomlis» entwickelte sich aus dem lat. tumulus = rundliche Wölbung. Das Tomlishorn wird in der Sprache der Einheimischen manchmal Tumlishorn genannt. Wie es zum Vokalwechsel kam, ist unklar.

## Geologie
Der Gipfel wird durch den unteren Schrattenkalk des Südschenkels der Tomlishornfalte aufgebaut. Ein Bruch erzeugt eine Doppelung des Schrattenkalks. Beim Aufstieg über den alten Tomliweg in der Nordwand quert man zuerst auf der Drusberg/Schrattenkalk-Schichtgrenze (Bänder) und steigt dann entlang der Störzone (Kieselkalk/Schrattenkalk) über die Rampe hinauf zum Ausstieg.